# Bomba balonowa fu-go
Bomba balonowa fu-go (jap. 風船爆弾 fūsen bakudan) – japońska broń wykorzystywana przeciwko Stanom Zjednoczonym podczas II wojny światowej. Według tajnej nomenklatury wojskowej, nazywała się fu-gō heiki (jap. ふ号兵器; broń balonowa), stąd skrót fu-go. Nazwa fūsen bakudan weszła w użycie po wojnie. Wcześniej – również w tłumaczeniu jako bomba balonowa – była nazywana kikyū bakudan (jap. 気球爆弾).

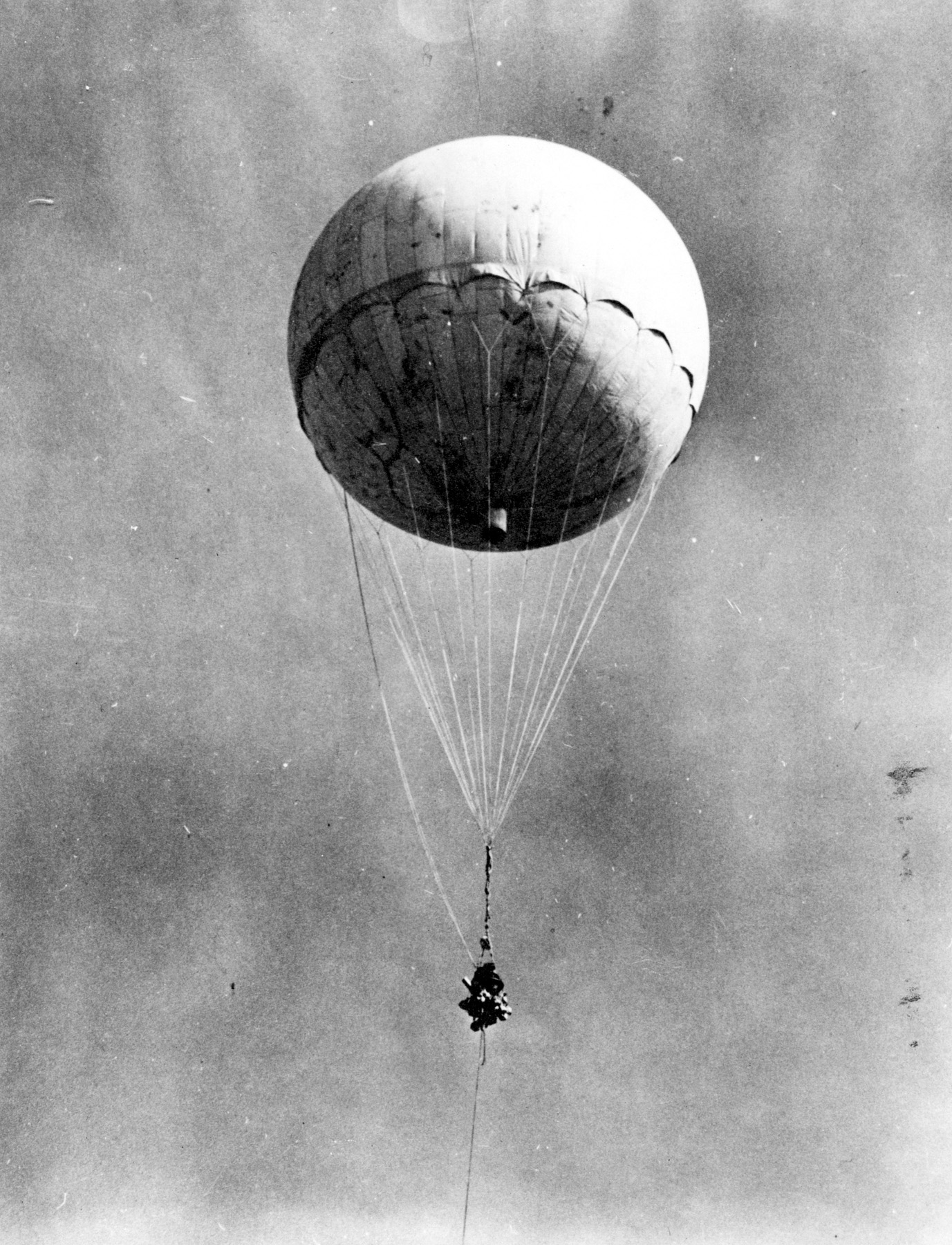
Bomba balonowa fu-go

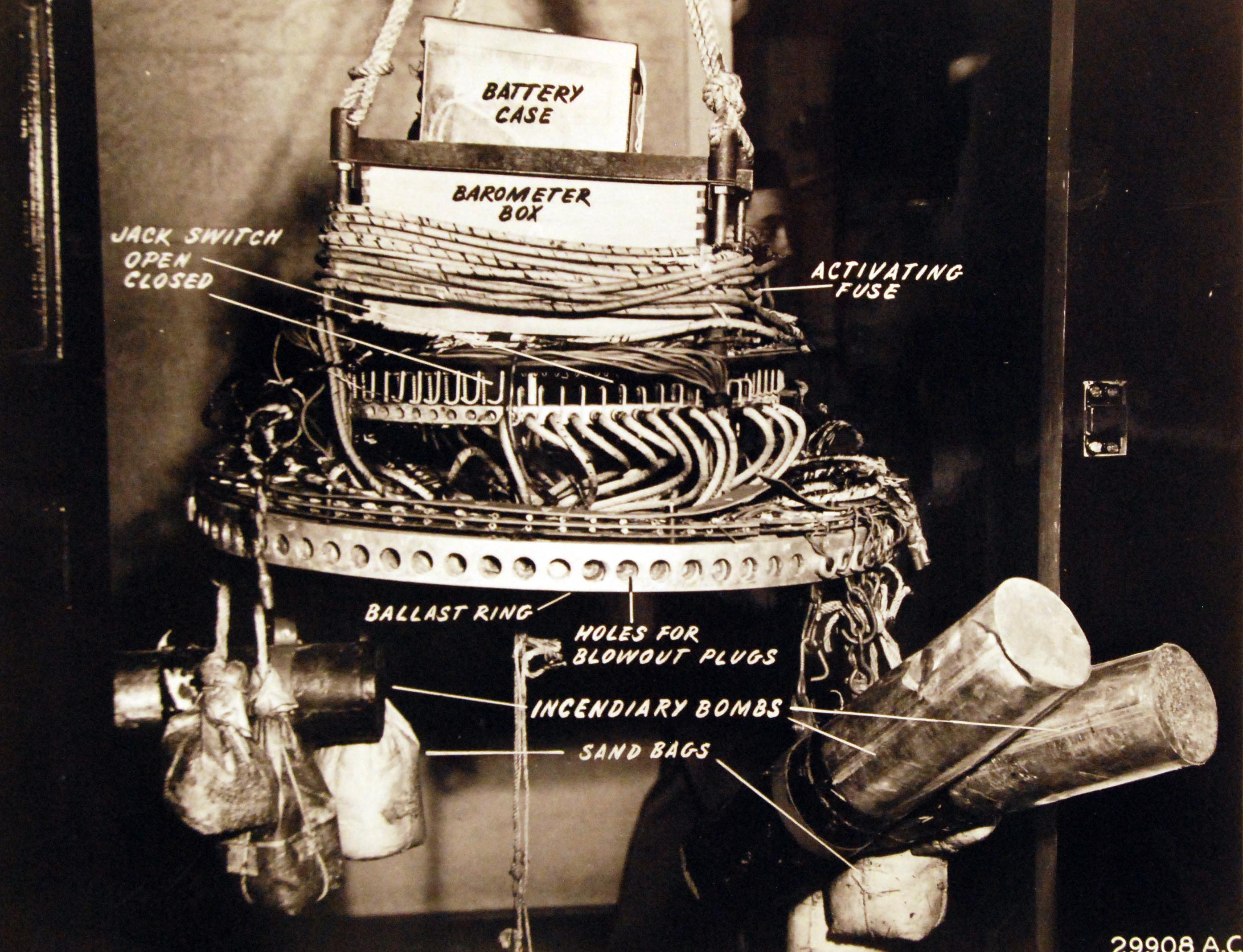
„Mózg” bomby

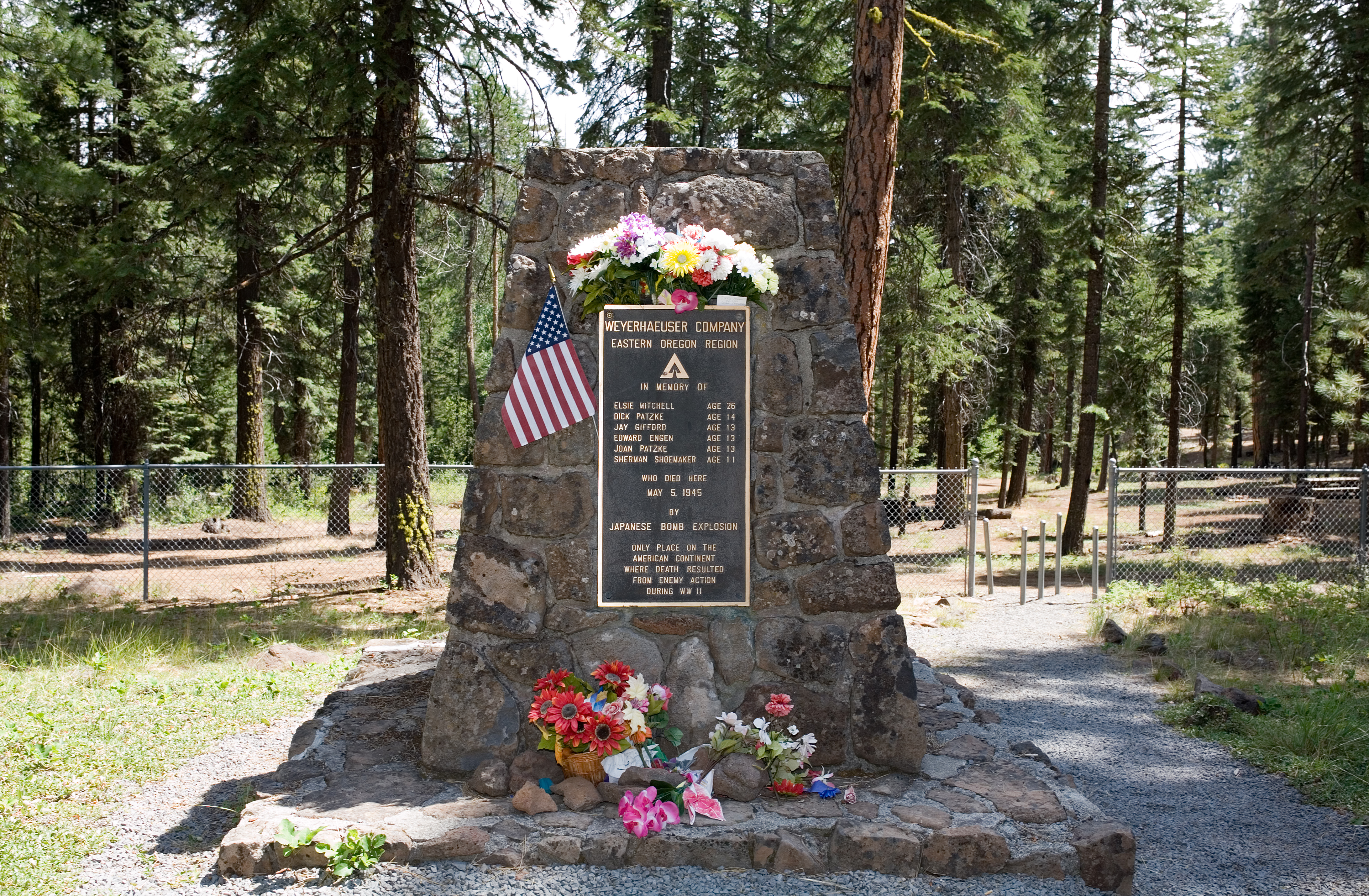
Pomnik upamiętniający ofiary japońskiej bomby balonowej (2013)

Broń ta składała się z balonu o średnicy 10 metrów, wypełnionego wodorem, do którego doczepiano kilka niewielkich bomb o masie od 12 do 15 kilogramów. Następnie wypuszczano je, a wiejące na wysokości około 9–12 kilometrów wiatry prądu strumieniowego znosiły je nad Amerykę Północną. Balony były skonstruowane tak, że po określonym czasie automatycznie traciły zapasy wodoru i zrzucały bomby.
Między listopadem 1944 a kwietniem 1945, Japonia wypuściła ponad 9300 balonowych bomb, jednak okazały się one bardzo nieefektywne, gdyż na drugi kraniec Pacyfiku dotarło ich zaledwie 10 procent. Te, którym się to udało, najczęściej spadły nad słabo zaludnionymi terytoriami USA i Kanady, bądź nie wybuchły wcale z powodu niedziałającego zapalnika. Jedynie w stanie Oregon jedna z takich bomb zabiła sześć osób.

## Historia
W latach 20. XX wieku japoński meteorolog, Wasaburō Ōishi zauważył podczas eksperymentów z balonami, że pomimo braku wiatru przemieszczają się one na wschód. Po kilku latach badań doszedł do wniosku, że na wysokości kilku lub kilkunastu kilometrów muszą istnieć silne prądy powietrzne, które to powodują. Dziś wiadomo, że odpowiada za to polarny prąd strumieniowy. Podczas II wojny światowej badacze z japońskiego wojskowego ośrodka badawczego „Noborito” wpadli na pomysł jego militarnego wykorzystania. Ponieważ Ooishi ocenił, że prąd mógłby przenieść duży balon na drugi koniec Pacyfiku w ciągu trzech dni, uznano, że mógłby też transportować niewielkie materiały wybuchowe, które po dotarciu do USA byłyby zrzucane.
Japończycy zaprojektowali dwa typy balonów. Pierwszy z nich zwany „balonem typu B” opracowała japońska marynarka. Mierzył 9 metrów średnicy i zbudowany był z gumowanego jedwabiu. Początkowo wykorzystywano go głównie do celów meteorologicznych, a później do prób które miały ustalić możliwości budowy balonów transportowych, które docierałyby do Ameryki Północnej. Drugim typem były balony transportowe. Mierzyły 10 metrów średnicy i wypełnione były 540 m³ wodoru. Wypuszczano je ze wschodniego wybrzeża wyspy Honsiu.
Pozornie proste zadanie przygotowania takiego balonu okazało się bardziej skomplikowane niż przypuszczano. Problemem było między innymi to, że wypełniony wodorem balon rozszerzał się i unosił się w powietrze w słoneczne dni, jednak nocą, gdy robiło się chłodniej, opadał. Aby zachować odpowiedni pułap lotu inżynierowie zaopatrzyli go w wysokościomierz. Kiedy balon schodził poniżej 9 kilometrów automatycznie zrzucany był balast, czyli worki z piaskiem. Analogicznie przewidziano mechanizm nie dopuszczający do nazbyt wysokiego wzniesienia się balonu. Po przekroczeniu 11,6 kilometra wysokościomierz aktywował zawór ciśnieniowy, który wypuszczał część wodoru. Działo się to również wtedy, gdy ciśnienie w balonie osiągało poziom krytyczny. Po trzech dniach, kiedy balon docierał nad USA, zrzucane były dwie bomby zapalające oraz jedna odłamkowa. Zapalał się również 20-metrowy lont, który doprowadzał do eksplozji ładunków wybuchowych, niszczących balon.
Pierwsza balonowa bomba wzbiła się w powietrze 3 listopada 1944, a ostatnia w kwietniu 1945. Japończycy oczekiwali, że przynajmniej część z nich dotrze nad terytorium Stanów Zjednoczonych i wywoła panikę wśród ludności cywilnej. Okazało się jednak, że straty które spowodowały były znikome, a wszelkie informacje na ich temat zostały utajnione przez rząd USA, by nie wywoływać niepokojów. Balony, które dotarły do Ameryki Północnej odnajdowano na Terytorium Alaski oraz w stanach: Waszyngton, Oregon, Kalifornia, Arizona, Idaho, Montana, Utah, Wyoming, Kolorado, Teksas, Kansas, Nebraska, Dakota Południowa, Dakota Północna, Michigan, Iowa, jak również w Meksyku i Kanadzie.

## Śmiertelny wypadek
Jedyny znany przypadek śmiertelny spowodowany przez bombę balonową wydarzył się 5 maja 1945 niedaleko miejscowości Bly w południowym Oregonie. Tego dnia pastor Archie Mitchell razem ze swoją ciężarną żoną Elsie oraz piątką uczniów ze szkółki niedzielnej wybrał się na piknik. Zatrzymali się w pobliżu miejscowości Bly. W czasie kiedy Archie szukał miejsca do zaparkowania samochodu Elsie wraz z dziećmi poszła przygotować piknik. Po drodze zauważyli dziwny balon leżący na ziemi. Kiedy się do niego zbliżyli i przypuszczalnie zaczęli oglądać, przymocowany do niego ładunek eksplodował zabijając całą grupę. Odgłos wybuchu usłyszał Archie oraz kilku drogowców, którzy natychmiast przybiegli na miejsce, jednak podjęte przez nich próby ratunku nie dały rezultatu. Ciała zostały zabrane do Bly. O zajściu zostało zawiadomione również wojsko, które przybyło na miejsce zdarzenia kilka godzin później. Uznano, że balon wylądował na ziemi kilka tygodni wcześniej i leżał tam do czasu odnalezienia go przez grupę. To jedyni amerykańscy obywatele zabici przez wojska Osi, a zarazem w chwili śmierci przebywający na terenie USA.
Dziś w miejscu tragedii stoi pomnik upamiętniający ofiary japońskiej bomby. W 2001 zarejestrowany został w National Register of Historic Places.